# Yokoi Teruko
Yokoi Teruko (japanisch 横井 照子, geboren 1924 in Tsushima, Präfektur Aichi, Japan; gestorben am 28. Oktober 2020 in Bern, Schweiz), ausserhalb Japans bekannt als Teruko Yokoi, war eine japanisch-schweizerische Künstlerin.

## Leben und Werk
Yokoi wurde 1924 in Tsushima geboren. Ihr Vater war Kalligraf. Sie erhielt früh Unterricht in Ölmalerei bei Kouki Suzuki, einem Mitglied der Shunyo-kai Art Society, und absolvierte die Höhere Mädchenschule von Tsushima. 1949 zog sie nach Tokyo, wo sie eine private Kunsthochschule für Frauen besuchte, die Joshibi Universität für Kunst und Design. Hier studierte sie bei Takanori Kinoshita. 1954 zog sie nach San Francisco und studierte an der California School of Fine Arts (heute San Francisco Art Institute). 1955 zeigte sie eine Einzelausstellung von Ölgemälden im California Palace of the Legion of Honor in San Francisco. Im September zog sie nach New York und nahm dort Unterricht bei Hans Hofmann, einem Vertreter des Abstrakten Expressionismus. 1956 studierte sie bei Julian E. Levi an der Art Students League of New York.
1959 heiratete sie Sam Francis und zog 1960 mit ihm zusammen nach Paris. Francis war fünfmal verheiratet. Aus der Ehe mit Yokoi stammt die Tochter Kayo. Nur ein Jahr später kehrte Yokoi nach Japan zurück, bevor sie 1962 nach Bern übersiedelte, wo sie dann bis zu ihrem Tod lebte und arbeitete. 1965 zeigte sie gemeinsam mit Walter Bodmer und Otto Tschumi ihre Werke in einer von Arnold Rüdlinger kuratierten Ausstellung der Kunsthalle Basel. 1975 nahm sie an der mit Grossformate betitelten II. Berner Kunstausstellung in der Kunsthalle Bern teil.
1991 nahm Yokoi die schweizerische Staatsbürgerschaft an. 2004 gründete sie das Teruko Yokoi Hinageshi Art Museum in Ena, Präfektur Gifu und 2008 das Yokoi Teruko Fuji Museum of Art in Fuji, Präfektur Shizuoka.
2020 wurde die Künstlerin mit einer grossen Retrospektive im Kunstmuseum Bern gewürdigt.
Yokoi starb am 28. Oktober 2020 im Alter von 96 Jahren in Bern.

## Auszeichnungen
- Yokoi erhielt Preise an der Issuikai- (1949, 1950, 1951) und der Nitten-Ausstellung (1949, 1951).
- 1954 Stipendium für besondere Leistungen der California School of Fine Arts.
- 1955 gewann sie den vierten Preis der 74th Annual Painting and Sculpture Exhibition, die im San Francisco Museum of Art stattfand. Im selben Jahr erhielt sie von der Japan Society ein Stipendium in der Kategorie Malerei.